# Emil Rostrup
Frederik Georg Emil Rostrup (28 de enero de 1831 - 16 de enero de 1907) fue un micólogo, botánico y fitopatólogo danés.

## Biografía
Desde 1858, Rostrup fue docente en el Colegio pedagógico Skårup Seminarium en e luego nueva especialidad de historia natural. Educó a futuros maestros de escuela por 25 años. Mientras tanto fue bien conocido por sus manuales de floras y sus obras sobre fitopatología. Fue nombrado docente en la Facultad de Ciencias Biológicas Universidad de Copenhague Real Facultad de Veterinaria y Agricultura en 1883. Desde 1902, fue profesor en la misma Facultad.
Rostrup fue el primer fitopatólogo real en Dinamarca y probablemente el mejor de la historia.
Tras su deceso, su adepto Jens Lind publicó una relación completa de todos los hongos recolectados por él en Dinamarca - mayormente microfungi fitopatógenos

## Honores
- 1894: doctor honoris causa at the Universidad de Copenhague.

### Membresías
- 1882: miembro de la Real Academia Danesa de Ciencias y Letras
- 1888: Real Sociedad fisiográfica en Lund
- 1890: Real Academia Sueca de Agricultura y Silvicultura

### Eponimia
Género de fungi
- Rostrupia Lagerh. 1889 = Puccinia Pers. 1801

Especies de fungi
Exobasidium rostrupii, Acanthosphaeria rostrupii, Austroboletus rostrupii and Phoma rostrupii.
- La abreviatura «Rostr.» se emplea para indicar a Emil Rostrup como autoridad en la descripción y clasificación científica de los vegetales.[3]